# Сажка
Сажка (укр. Сажка) — село,
Черевковский сельский совет,
Миргородский район,
Полтавская область,
Украина.
Код КОАТУУ — 5323288606. Население по переписи 2001 года составляло 10 человек.

## Географическое положение
Село Сажка находится на правом берегу реки Хорол,
выше по течению на расстоянии в 2 км расположено село Камышня,
ниже по течению на расстоянии в 0,5 км расположено село Прокоповичи,
на противоположном берегу — село Черевки.
К селу примыкает большой лесной массив (дуб).